# Peltodytes

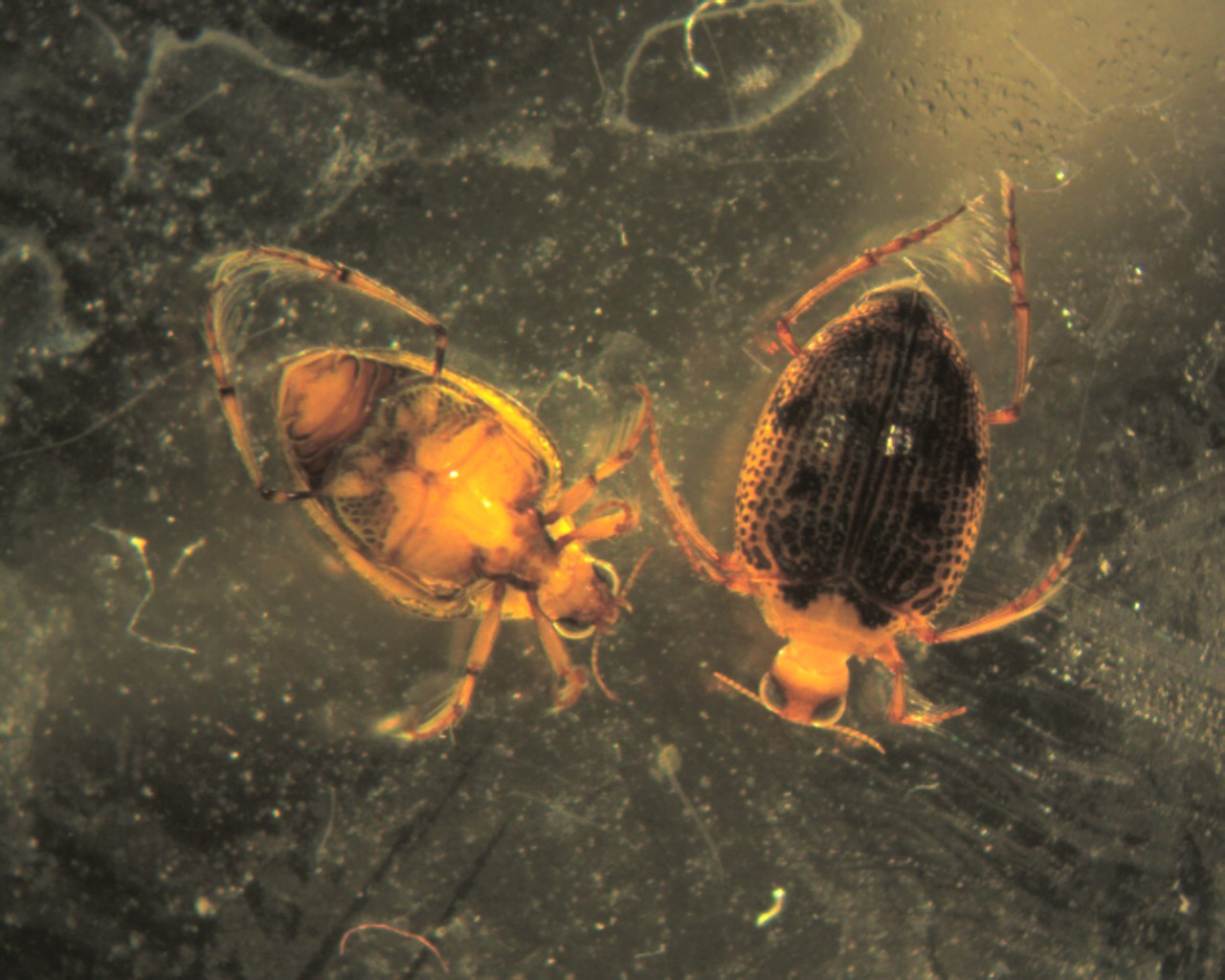
Przedstawiciel rodzaju

Peltodytes – rodzaj wodnych chrząszczy z rodziny flisakowatych.

## Morfologia
Ciało krępe, silnie wypukłe, gładkie i błyszczące. Ostatni człon głaszczków szczękowych dłuższy od przedostatniego i o zbliżonej do niego szerokości. Przedplecze trapezowate. Pokrywy z wyraźną przyszwową rysą w tylnej części. Wyrostek zapiersia duży, szeroki i dołeczkowany. Płytki zabiodrza duże, dochodzące do podgięć pokryw i VI sternitu odwłoka, obrzeżone po bokach i z tyłu. Na wewnętrznej powierzchni goleni tylnych odnóży obecna rysa wyposażona w szczecinki. Kolce goleni odnóży środkowych i tylnych z błonką po bokach.

## Rozprzestrzenienie
Rodzaj zamieszkuje strefę umiarkowaną i tropikalną całego świata z wyjątkiem Ameryki Południowej i Oceanii. W Polsce występuje tylko P. (P.) caesus

## Taksonomia
Takson ten wprowadzony został w 1859 roku przez Maurice'a Auguste'a Régimbarta. Gatunkiem typowym wyznaczony został Dytiscus caesus.
Należące tu gatunki sklasyfikowane są w dwóch podrodzajach:
- Peltodytes sensu stricto Régimbart, 1879
- Peltodytes (Neopeltodytes) Satô, 1963